# Lilla Hässjabergstjärnen
Lilla Hässjabergstjärnen är en sjö i Ljusdals kommun i Hälsingland och ingår i Ljusnans huvudavrinningsområde. Sjöns area är 0,0336 kvadratkilometer och den är belägen 250 meter över havet.